# Nigeria-Airways-Flug 825
Der Nigeria-Airways-Flug 825 (Flugnummer: WT825, Funkrufzeichen: NIGERIA 825) war ein internationaler Linieninterkontinentalflug der Nigeria Airways von London nach Lagos mit Zwischenstopps in Rom und Kano. Am 20. Oktober 1969 ereignete sich auf diesem Flug ein schwerer Flugunfall, als eine Vickers Super VC10 im Anflug auf den Flughafen Lagos gegen einen Berg prallte. Bei dem Unfall kamen alle 87 Personen an Bord der Maschine ums Leben. Es handelt sich damit um den schwersten Flugunfall einer Vickers VC-10 sowie den ersten Flugunfall einer Maschine dieses Typs mit Todesopfern.

## Maschine
Bei der betroffenen Maschine handelte es sich um eine Vickers Super VC10 mit der Werknummer 804. Der Erstflug von Brooklands nach Wisley wurde am 8. November 1962 mit dem Testkennzeichen G-AVRA durchgeführt. Am 8. Dezember 1964 wurde die Maschine mit dem Luftfahrzeugkennzeichen G-ARVA an die East African Airways übergeben. Am 29. September 1969 wurde die Maschine an die Nigeria Airways übergeben und erhielt in diesem Zuge das neue Kennzeichen 5N-ABD. Das vierstrahlige Langstreckenflugzeug verfügte über vier Turbofan-Triebwerke des Typs Rolls-Royce Conway 540 und hatte bis zum Unfall eine Gesamtbetriebsleistung von 18.431 Betriebsstunden absolviert.

## Insassen
Den Flug auf dem letzten Flugabschnitt nach Lagos hatten 76 Passagiere angetreten, es befand sich eine elfköpfige Besatzung an Bord. Flugkapitän war der 56-jährige Valentine Moore, Erster Offizier der 30-jährige John Wallis, Flugingenieur der 50-jährige George Albert Baker und Navigator der 49-jährige Basil Payton.

## Unfallhergang
Nach einem ohne besondere Vorkommnisse durchgeführten Flug auf dem Flugabschnitt von Kano nach Lagos leitete die Besatzung einen Sinkflug auf den Flughafen Lagos-Ikeja ein. Den Piloten wurde die Erlaubnis zum direkten Anflug erteilt, aufgrund der nebligen Bedingungen war die Sicht jedoch schlecht. Am Ende erkannte die Besatzung nicht, dass die Flughöhe unzureichend war, als die VC-10 gegen Bäume prallte und 13 km vor Landebahn 19 abstürzte. Das Flugzeug wurde völlig zerstört und alle 87 Insassen kamen ums Leben.

## Ursache
Die genaue Unfallursache konnte nicht mit Sicherheit geklärt werden. Der Flugdatenschreiber wurde unbeschädigt aufgefunden, aber die Ermittler der britischen Aircraft Accident Investigation Branch (AAIB) berichteten, er sei nicht auslesbar gewesen, da die Daten nur aus einem Strom abwechselnder Einsen und Nullen bestanden. Anscheinend lag in einer der Logikeinheiten des Systems ein Fehler vor, der vom Flugdeck aus nicht festgestellt werden konnte. Daraus konnten keine lesbaren Daten rekonstruiert werden. Dennoch ging man davon aus, dass die Flugbesatzung das Flugzeug unter die Mindestsicherheitshöhe absinken ließ, während die Maschine noch kontrollierbar war.